# Mercedes-Benz W 139
La Mercedes-Benz W 139, connue sous le nom de Type 170 VL, était un véhicule utilitaire léger militaire à usage tout-terrain que Daimler-Benz a développé en 1936 pour succéder à la Type 170 VG.
Son empattement a été raccourci de 75 mm par rapport à celui de sa prédécesseur, il est désormais de 2 525 mm. La partie avant avec la calandre verticale est restée inchangée. La voiture était également toujours équipée du moteur quatre cylindres en ligne de 1,7 litre à soupapes latérales de la 170 V avec un taux de compression de 6,5:1 et une puissance de 38 ch (28 kW) à 3 400 tr / min. Le moteur développe un couple maximal de 100 Nm (10,4 mkp) à une vitesse de 1 800 tr/min. Une boîte de vitesses à cinq rapports non synchronisée transmet la puissance aux quatre roues, car, contrairement à la prédécesseur, la transmission intégrale ne pouvait plus être désactivée. La boîte de vitesses à quatre rapports a également été omise. À cette fin, la 170 VL était équipée d'une direction intégrale intégrée, permettant de désactiver la direction de l'essieu arrière. Les roues arrière sont suspendues à un essieu oscillant à ressorts hélicoïdaux. L'essieu avant à deux ressorts à lames transversaux. Les quatre roues sont équipées de freins hydrauliques.
La vitesse maximale du véhicule est de 82 km/h en fonctionnement normal. Avec la direction intégrale activée, seulement 30 km/h peuvent être atteints.
La Wehrmacht a reçu 42 voitures, mais encore une fois, l'intérêt était si faible qu'aucune commande de suivi n'a été passée.

## Production W 139
| Année | 1936 | total |
| ----- | ---- | ----- |
| W 139 | 42   | 42    |